# USS Enterprise (CVN-80)
La USS Enterprise (CVN-80) sarà la terza unità del programma di portaerei a propulsione nucleare della classe Gerald R. Ford. Secondo i programmi della US Navy, dovrebbe essere varata in novembre 2025 ed entrare in servizio nel 2028.
Le notizie ufficiali, come per le portaerei gemelle della stessa classe, sono poche. Dovrebbe essere confermato l'utilizzo dei nuovi reattori nucleari A1B. Sostituirà la USS Dwight D. Eisenhower (CVN-69), assumendo che la CVN-79 sostituirà la USS Nimitz (CVN-68).
Nel corso della cerimonia per l'inattivazione della USS Enterprise (CVN-65), il Segretario della Marina, Raymond E. Mabus, ha annunciato che questa portaerei prenderà il nome "Enterprise".

## Costruzione
La portaerei CVN-80 sarà costruita dalla società Newport News Shipbuilding di Newport News, Virginia. L'inizio della costruzione è programmato intorno al 2018 e il varo è stimato nel 2025. Tuttavia, nel tentativo di ridurre i costi, il Congressional Research Service indica che il Dipartimento della Marina sta esaminando la possibilità di estendere il periodo di tempo utilizzato per costruire sia la John F. Kennedy (CVN-79) che l'Enterprise di due anni. La nave non entrerà in servizio prima del 2028, impedendo la possibilità di avere 12 portaerei nucleari contemporaneamente in servizio.